# Matt Kuchar
Pour les articles homonymes, voir Kuchar (homonymie).
Matthew Gregory Kuchar dit Matt Kuchar, né le 21 juin 1978 à Winter Park en Floride, est un golfeur professionnel américain.

## Biographie
Il connait une première carrière amateure. Diplômé de Georgia Tech, il est nommé à deux reprises dans la first team All America. Il remporte l'US Open amateur en 1997 ce qui lui permet de disputer ses premiers tournois du grand chelem. Il termine ainsi avec le meilleur classement des amateurs lors du Masters et de l'US Open 1998.
Passé professionnel en 2000, il remporte son premier titre sur le PGA Tour lors de l'année 2004 en remportant le Honda Classic. Il doit toutefois évoluer en Nationwide Tour, circuit américain qui sert d'antichambre au PGA Tour. Il y remporte son second tournoi professionnel et termine au dixième rang du classement des gains sur ce circuit, ce qui lui permet d'obtenir une place pour retrouver le circuit américain. Durant les deux années suivantes, il conserve sa carte sur ce circuit, avec comme meilleur résultat une troisième place au AT&T Classic de 2007 et une seconde au Justin Timberlake Shriners Hospitals for Children Open de l'année suivante. En 2009, il obtient une nouvelle seconde place puis remporte son second titre sur le circuit américain en remportant le Turning Stone Resort Championship.
Kuchar commence sa saison du PGA Tour 2010 par une troisième place lors du SBS Championship, puis il partage la seconde place du Bop Hope Classic. il termine une nouvelle fois sur le podium d'un tournoi important, le WGC-CA Championship, qui est l'un des quatre tournois du World Golf Championships. Après une 24e place au Masters, il termine au sixième rang de l'US Open, terminant à quatre coups du vainqueur le Nord-Irlandais Graeme McDowell. Lors des deux majeurs suivant, il termine 27 de l'Open britannique puis dixième du championnat de la PGA.
Matt Kuchar aborde le premier tournoi de la FedEx Cup en neuvième position. Lors de celui-ci, The Barclays, il bat l'Écossais Martin Leard en playoff ce qui lui permet de prendre la tête du classement de la FedEx. Il partage ensuite la onzième place lors du Deutsche Bank Championship puis la troisième du BMW Championship. Lors du dernier tournoi de la FedEx Cup il termine à la 25e place. Jim Furyk, qui remporte ce dernier tournoi, le prive de la première place du classement final de la FedEx Cup.
Son classement sur la saison lui permet d'intégrer la sélection américaine lors la Ryder Cup 2010 disputée au Pays de Galles. Lors de la première série de double, disputée en Fourball, il fait équipe avec Stewart Cink pour affronter la paire nord-irlandaise Rory McIlroy et Graeme McDowell. La paire européenne parvient à partager la partie grâce à un long  putt de Rory McIlroy sur le 17 qui lui permet de remporter le trou. Les deux équipes sont de nouveau opposés lors de la seconde session. Cette rencontre voit l'équipe américaine l'emporter sur le score de 1 up (1 point d'avance à l'issue des 18 trous). Le capitaine américain Corey Pavin reconduit la même paire pour affronter la paire italienne des frères Edoardo et Francesco Molinari lors de la troisième session. Ce dernier réalise un birdie sur le dernier trou pour apporter à l'équipe européenne un demi point, l'Europe réalisant un score de 5 ½ sur 6 sur cette session. Lors des simples, disputés pour la première fois de l'histoire de la Ryder Cup le lundi, Kuchar est opposé à l'Anglais Ian Poulter qui l'emporte cinq et quatre (cinq points d'avance et quatre trous à jouer).
En 2012, il remporte à domicile le Players Championship et signe ainsi sa 4e victoire sur le PGA Tour.
Pour la 39e Ryder Cup 2012 qui a eu lieu sur le parcours du Medinah Country Club de Chicago, associé à Dustin Johnson, Matt Kuchar ne participera qu’au ‘Fourball’. Celui du vendredi après-midi face à la paire Justin Rose / Martin Kaymer, où les américains l’emportent 3&2 et celui du samedi après-midi face à la paire Paul Lawrie / Nicolas Colsaerts, où les américains l’emportent 1up.
Avant les duels, il apporte donc 2 point au team US.
Dans les simples du dimanche, le capitaine Davis Love III programme Matt dans la dixième rencontre face à l’anglais Lee Westwood, où sa défaite 3&2 donnera les prémices de la victoire pour les européens.
Son total 2012 sera donc : 3 matches, 2 victoires, 1 défaite.
Le 14 janvier 2019, Matt Kuchar remporte le Sony Open d'Hawaï avec quatre coups d'avance sur Andrew Putnam et décroche ainsi son neuvième titre sur le Circuit américain.

## Palmarès

### Jeux olympiques
Médaille de bronze aux JO de 2016 à Rio de Janeiro (Brésil)

### Victoires sur lePGA Tour(9)
| Année | Tournoi                            | Score                 | Écart    | Finaliste(s)               |
| ----- | ---------------------------------- | --------------------- | -------- | -------------------------- |
| 2002  | Travelers Championship             | -19 (68-69-66-66=269) | 2 coups  | Brad Faxon Joey Sindelar   |
| 2009  | Turning Stone Resort Championship  | -17 (67-68-67-69=271) | Play-off | Vaughn Taylor              |
| 2010  | The Barclays                       | -12 (68-69-69-66=272) | Play-off | Martin Laird               |
| 2012  | The Players Championship           | -13 (68-68-69-70=275) | 2 coups  | Rickie Fowler Martin Laird |
| 2013  | Championnat du monde de match-play | 2 & 1                 | 2 & 1    | Hunter Mahan               |
| 2013  | Memorial Tournament                | -12 (68-70-70-68=276) | 2 coups  | Kevin Chappel              |
| 2014  | RBC Heritage                       | -11 (66-73-70-64=273) | 1 coup   | Luke Donald                |
| 2018  | Mayakoba Golf Classic              | -22 (64-64-65-69=262) | 1 coup   | Danny Lee                  |
| 2019  | Sony Open d'Hawaï                  | -22 (63-63-66-66=258) | 4 coups  | Andrew Putnam              |

### Ryder Cup
| Édition | Score                                            | Score individuel                |
| ------- | ------------------------------------------------ | ------------------------------- |
| 2010    | Victoire de l'Europe sur le score de 14 ½ à 13 ½ | 1 victoire, 2 nuls, 1 défaite   |
| 2012    | Victoire de l'Europe sur le score de 14 ½ à 13 ½ | 2 victoires, 1 défaite          |
| 2014    | Victoire de l'Europe sur le score de 16 ½ à 11 ½ | 1 victoire, 3 défaites          |
| Total   | Total                                            | 4 victoires, 2 nuls, 5 défaites |

### Résultats en Grand Chelem
| Tournoi          | 1998   | 1999 |
| ---------------- | ------ | ---- |
| Masters          | T21 LA | T50  |
| US Open          | T14 LA | CUT  |
| Open britannique | CUT    | DNP  |
| Championnat PGA  | DNP    | DNP  |

| Tournoi          | 2000 | 2001 | 2002 | 2003 | 2004 | 2005 | 2006 | 2007 | 2008 | 2009 | 2010 | 2011 | 2012 | 2013 | 2014 | 2015 | 2016 | 2017 | 2018 |
| ---------------- | ---- | ---- | ---- | ---- | ---- | ---- | ---- | ---- | ---- | ---- | ---- | ---- | ---- | ---- | ---- | ---- | ---- | ---- | ---- |
| Masters          | DNP  | DNP  | CUT  | DNP  | DNP  | DNP  | DNP  | DNP  | DNP  | DNP  | T24  | T27  | T3   | T8   | T5   | T46  | T24  | T4   | T28  |
| US Open          | DNP  | DNP  | CUT  | DNP  | DNP  | CUT  | CUT  | DNP  | T48  | CUT  | T6   | T14  | T27  | T28  | T12  | T12  | T46  | T30  | CUT  |
| Open britannique | DNP  | DNP  | CUT  | DNP  | DNP  | DNP  | DNP  | CUT  | CUT  | CUT  | T27  | CUT  | T9   | T15  | T54  | T58  | T46  | 2    | T9   |
| Championnat PGA  | DNP  | DNP  | CUT  | DNP  | DNP  | DNP  | DNP  | DNP  | DNP  | CUT  | T10  | T19  | CUT  | T22  | DNP  | T7   | CUT  | T9   | CUT  |

| Tournoi          | 2019 | 2020  | 2021 |
| ---------------- | ---- | ----- | ---- |
| Masters          | T12  | CUT   | CUT  |
| Championnat PGA  | T8   | CUT   |      |
| US Open          | T16  | CUT   |      |
| Open britannique | T41  | n/a 1 |      |

- Victoire
- Top 10
- DNP : N'a pas joué
- T : Place partagée

1 Tournoi annulé en raison de la pandémie de Covid-19.